# Petri Pohjamo
Petri Pohjamo   (Hämeenlinna, c. 1973) és un comerciant i antic pilot d'enduro finlandès que va guanyar un Campionat del món i tres d'Espanya de 125cc 2T, tots ells amb Gas Gas. També va formar part de l'equip finlandès que va guanyar el Trofeu als Sis Dies Internacionals d'Enduro tres anys (1999, 2002 i 2006).

## Biografia
Petri Pohjamo va aprendre a conduir ciclomotors a sis anys. De petit es va centrar en el hoquei sobre gel, però a 12 anys ja va córrer la seva primera cursa de motocròs i va començar a competir-hi esporàdicament durant uns quants anys a la categoria júnior amb motos de 80 cc.
El 1989, a 16 anys, va passar a competir en motocròs a la cilindrada de 125 cc amb èxit. Durant l'hivern participava en curses d'ice racing per tal de mantenir-se en forma. Aquell any, es trencà l'húmer en un entrenament i a partir d'aleshores va abandonar el motociclisme durant quasi 10 anys. Un cop fets els vint-i-cinc, però, va tornar a conduir motos de fora d'asfalt per diversió. Poc després, encoratjat pel seu amic Mika Ahola, es va comprar una motocicleta d'enduro per a poder sortir a entrenar junts i va acompanyar el campió a les proves del Campionat del Món per a veure'l competir, fins que finalment va decidir de fer-ho ell mateix. Paral·lelament, a mitjan dècada de 1990 Pohjamo es va afeccionar a les curses d'ice racing i va rebre formació del campió finlandès Jerry Wathén. El 1997, Petri va obtenir el seu primer podi en aquesta modalitat.
El 1999, quan feia pocs anys que Pohjamo competia de forma seriosa en enduro, va ser cridat a substituir Juha Salminen a l'equip del Trofeu per als ISDE, que s'havien de celebrar de forma imminent a Portugal, després que el campió es lesionés a darrera hora. Gairebé tots els altres membres de l'equip (Kari Tiainen, Mika Ahola, Jani Laaksonen, Vesa Kytönen i Samuli Aro) eren campions del món. L'experiència va ser un èxit i la selecció finlandesa va guanyar el Trofeu. La temporada del 2000, Pohjamo va seguir tot el Campionat del món com a pilot privat, competint en la cilindrada dels 125 cc. Després de diversos podis durant la temporada, va acabar el seu primer any al campionat en cinquena posició final. Gràcies als seus bons resultats, a la tardor el va fitxar Gas Gas.

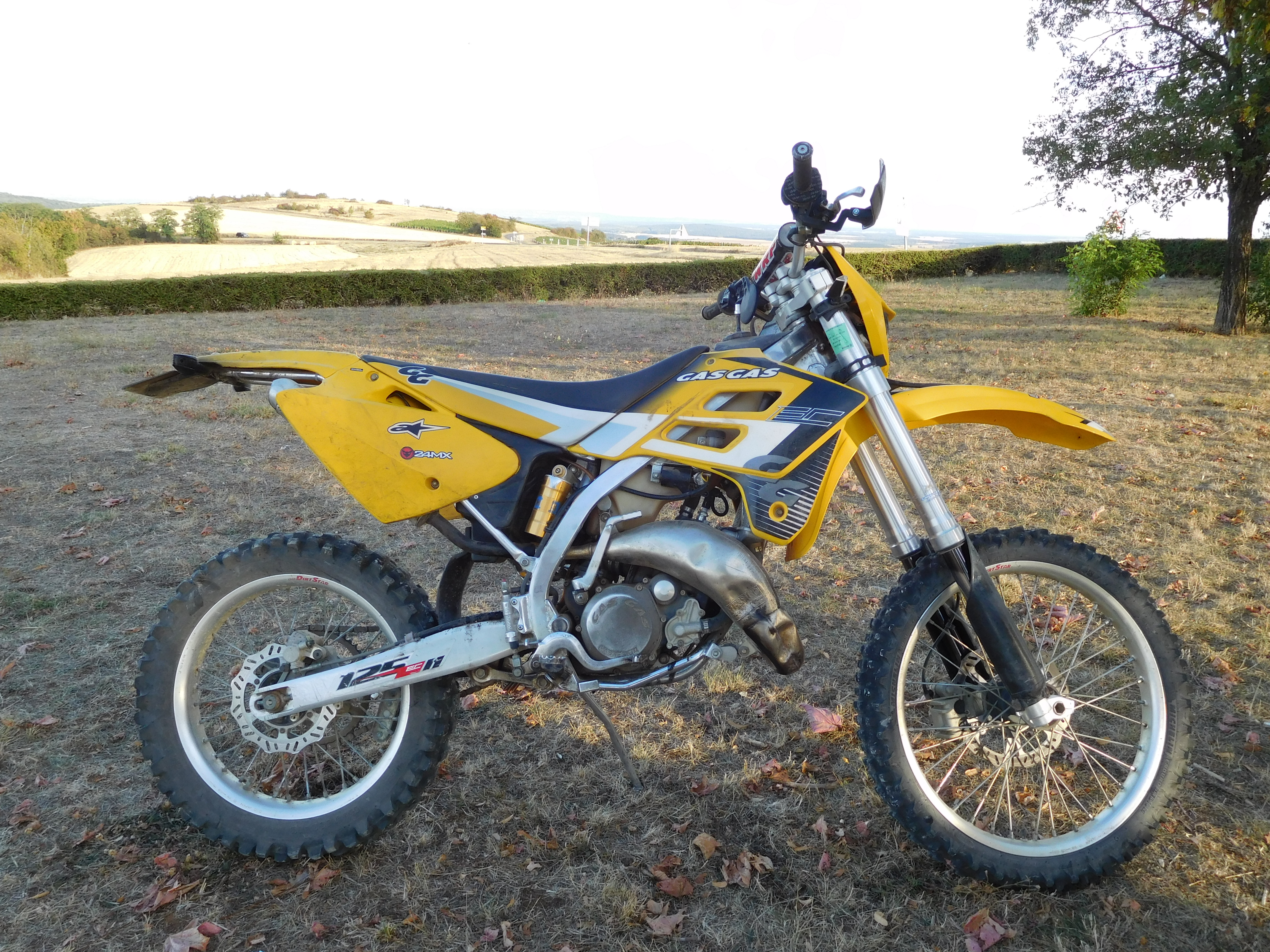
Una Gas Gas EC 125 dels volts del 2003. Pohjamo va ser determinant en el desenvolupament d'aquest model.

De cara a la temporada del 2001, Gas Gas disposava d'una moto completament nova que tot just s'havia començat a desenvolupar. La feina de Pohjamo va ser clau per a la millora del prototip i, durant el mundial, va aconseguir-hi la seva primera victòria en Gran Premi, concretament al d'Espanya. Més tard n'obtingué d'altres i va acabar la temporada com a subcampió del món de 125 cc, darrere de Petteri Silván. Va arrodonir la temporada amb el primer dels seus tres campionats d'Espanya consecutius. Aquella Gas Gas EC 125, de color groc llampant, fou la primera de la marca amb motor propi, ja que els models anteriors en duien del fabricant italià TM.
El 2002, Petri Pohjamo va acabar tercer al mundial i va tornar a guanyar el Trofeu als ISDE de Jablonec nad Nisou (República Txeca) amb l'equip finlandès. El 2003 va aconseguir finalment guanyar el campionat del món després d'una renyida temporada amb Petteri Silván. Va completar l'any amb el tercer campionat d'Espanya i tots aquests èxits li valgueren una recepció oficial al Palau Presidencial de Hèlsinki el Dia de la Independència i el premi com a millor esportista de l'any de la regió de Kanta-Häme.
El 2004, un cop reestructurades les categories del campionat del món, el finlandès va passar a competir a la nova classe E2 amb la Gas Gas de quatre temps, però se li feia massa pesada i potent i no s'hi va acabar d'adaptar, així que de cara al 2005 va signar un contracte amb TM, tot i que també per a la classe E2. Una nova lesió el va tenir apartat del campionat durant bona part de la temporada, tot i que sí que va poder participar en els ISDE de Považská Bystrica, on la selecció finlandesa fou segona al Trofeu.
La temporada 2006, amb TM, va canviar a la classe E1, però la nova moto no era prou competitiva i va protagonitzar una temporada decebedora, acabant en sisena posició final al campionat. Malgrat participar de nou en la victòria al Trofeu de la selecció finlandesa als ISDE de Taupo (Nova Zelanda), Pohjamo va decidir posar punt final a la seva carrera esportiva.

### Retirada
Un cop retirat de les competicions, Petri Pohjamo va tornar a la seva antiga feina dins el sector de la construcció. El 2010, però, va fer un tomb professional i va esdevenir l'importador de les motocicletes TM a Finlàndia des de la nova empresa que va fundar amb seu al barri de Kantola, a Hämeenlinna, Daytona Motorsport.
Malgrat estar retirat de feia anys, Pohjamo va tornar a córrer esporàdicament a Finlàndia i a donar suport des de la seva empresa a pilots novells. El 2014 va guanyar la Copa de Finlàndia de Cross Country "V40". L'estiu del 2017 va disputar una prova del Campionat d'Europa d'enduro (EEC) a Estònia i va acabar sent-ne el guanyador de la categoria de Veterans.

## Palmarès
- 1 Campionat del món d'enduro 125cc 2T (2003)
- 3 Victòries al Trofeu dels ISDE (1999, 2002, 2006)
- 3 Campionats d'Espanya d'enduro 125cc (2001-2003)